# 1.º governo de João V de Portugal
O 1.º governo de João V de Portugal constituído a 28 de Julho de 1736 e exonerado a 2 de Agosto de 1750, foi presidido pelo Padre Pedro da Mota, na qualidade de secretário de Estado dos Negócios Interiores do Reino (se bem que o cargo de chefe de governo não estava ainda definido), sendo o executivo encabeçado pelo próprio D. João V.
Foi o primeiro gabinete constituído após a reforma da administração central, criada por Alvará de 28 de Julho de 1736 de D. João V, que organizou o executivo na moderna forma de divisão em ministérios especializados num determinado sector governativo. Até então, o governo era constituído por dois secretários de Estado, o da Assinatura de Documentos Régios e o das Mercês, além do escrivão da puridade. Estes órgãos não eram especializados em nenhum assunto governativo específico, actuando em todas as áreas.
A sua constituição era a seguinte:
| Cargo                                                                                     | Detentor                          | Período                                   |
| ----------------------------------------------------------------------------------------- | --------------------------------- | ----------------------------------------- |
| Secretaria de Estado, Mercês e Expediente dos Negócios Interiores do Reino                | Pedro da Mota e Silva             | 28 de Julho de 1736 a 2 de Agosto de 1750 |
| Secretaria de Estado, Mercês e Expediente dos Negócios da Marinha e Domínios Ultramarinos | António Guedes Pereira            | 28 de Julho de 1736 a 2 de Agosto de 1750 |
| Secretaria de Estado, Mercês e Expediente dos Negócios Estrangeiros e da Guerra           | Marco António de Azevedo Coutinho | 28 de Julho de 1736 a 19 de Maio de 1750  |

À maneira absolutista, o monarca atribuía pouca importância aos Secretários de Estado que nomeou, escolhidos como testas de ferro do verdadeiro governo palaciano, constituído pelo Cardeal da Mota, Alexandre de Gusmão (escrivão da puridade), Padre João Baptista Carbone, Fr. Gaspar da Encarnação e Cardeal D. Nuno da Cunha.

## Galeria

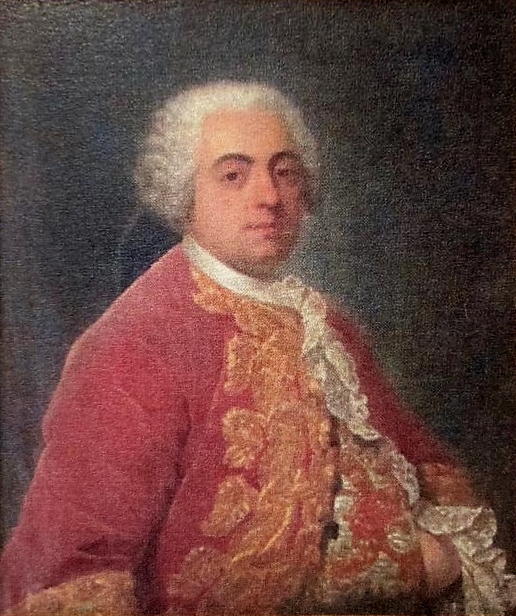
Marco António de Azevedo Coutinho, secretário de Estado dos Negócios do Reino
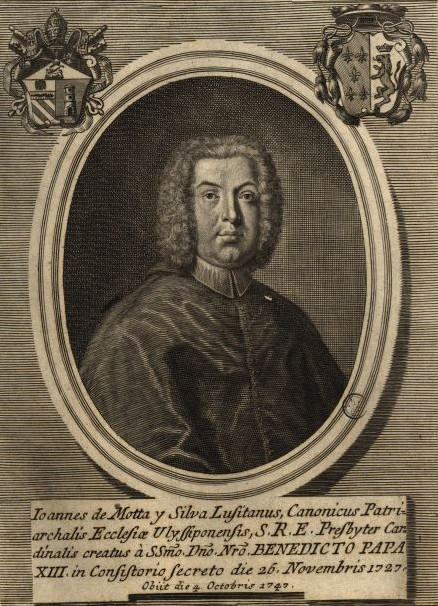
Cardeal da Mota
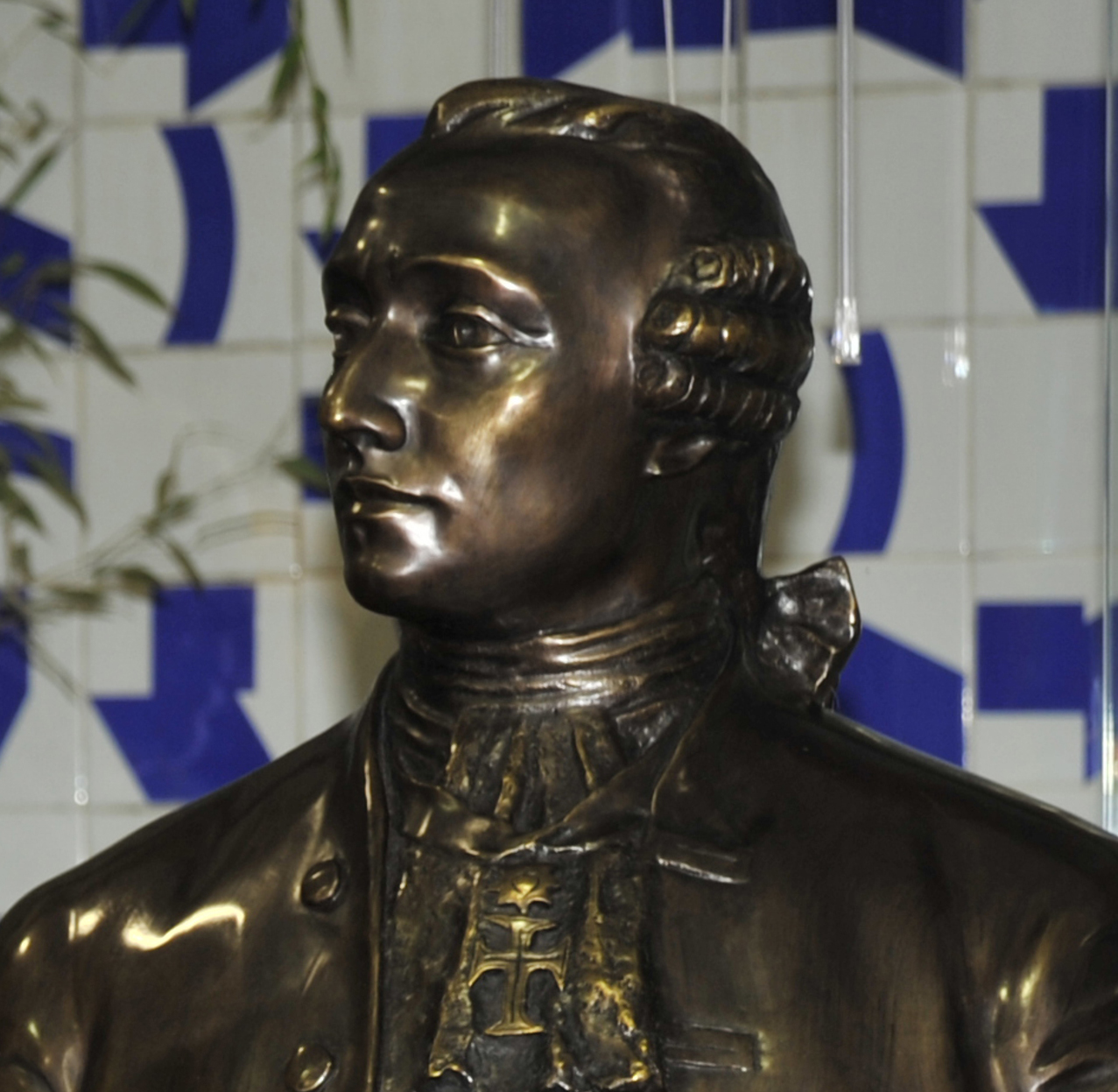
Alexandre de Gusmão, escrivão da puridade
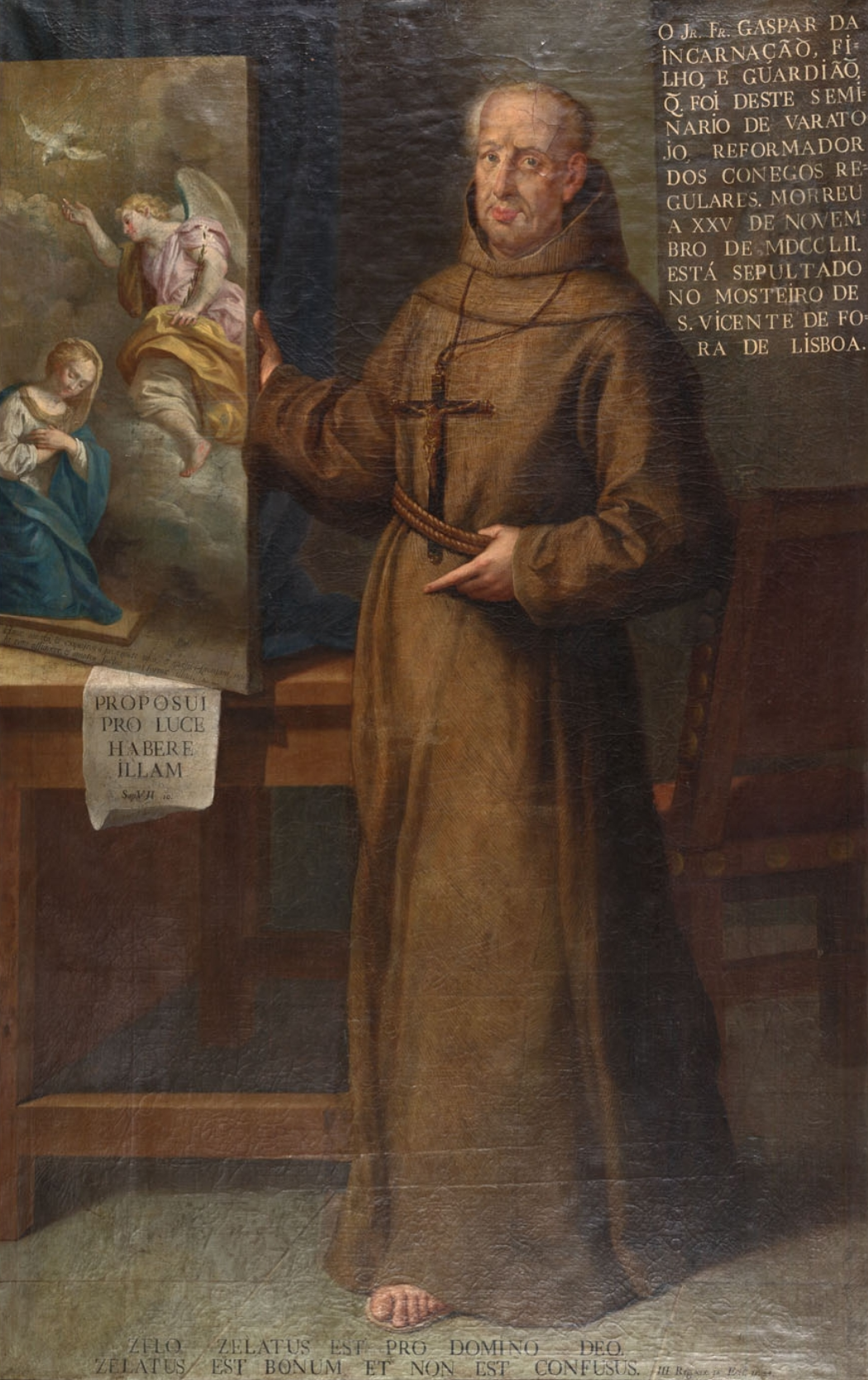
Fr. Gaspar da Encarnação
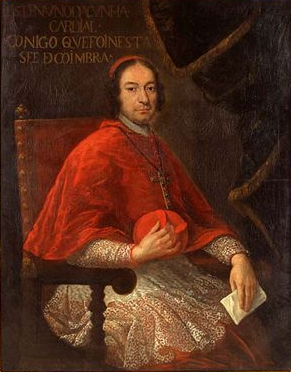
Cardeal D. Nuno da Cunha